# 문명의 붕괴: 과거의 위대했던 문명은 왜 몰락했는가
문명의 붕괴 : 과거의 위대했던 문명은 왜 몰락했는가 (원제: Collapse: How Societies Choose to Fail or Succeed)는 학자이자 저명한 과학서술가인 재러드 다이아몬드가 2005년에 쓴 책이다. 이 책에서 다이아몬드는 사회의 붕괴에 대한 역사 시대나 그 이전의 사례를 다룬다. 책에서 다루는 사례는 환경 변화, 기후 변화의 영향, 적대적인 이웃 등의 심한 영향을 받은 사례가 주가 된다. 각기 다른 사회가 이런 위협에 어떻게 대처했는지도 고려한다.

## 개요

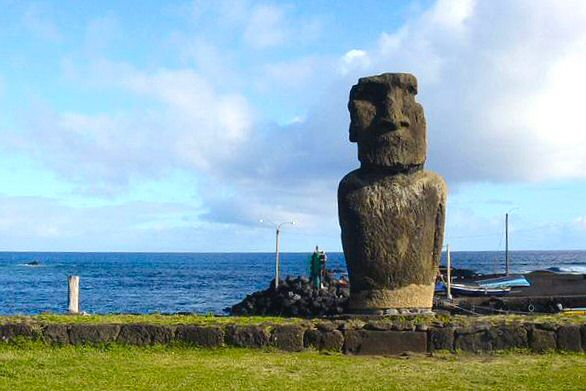
다이아몬드는 이스터 섬이 고립에 따른 사회의 붕괴를 가장 잘 보여준다고 주장한다.

### 옛 사회의 붕괴
다이아몬드는 문명 붕괴에 관여하는 다섯 가지의 요인을 제시한다. 기후 변화, 적대적인 이웃, 주요 무역 상대자의 몰락, 환경 문제, 환경 문제에 대한 적응 실패가 그것이다.

### 현대 사회
그는 현대 인류가 처한 12가지의 환경문제를 제시한다. 

## 같이 보기
- 세계재앙위험
- 인간이 환경에 미치는 영향
- 지속 가능성